# Sammakkolammen metsä
Sammakkolammen metsä este o arie protejată (arie specială de conservare — SAC, sit de importanță comunitară — SCI) din Finlanda întinsă pe o suprafață de 21 ha, integral pe uscat.

## Localizare
Centrul sitului Sammakkolammen metsä este situat la coordonatele 61°23′04″N 26°46′02″E / 61.3844°N 26.7672°E.

## Înființare
Situl Sammakkolammen metsä a fost declarat sit de importanță comunitară în mai 2002 pentru a proteja un număr necunoscut de specii din flora spontană și fauna sălbatică aflate în arealul zonei. Situl a fost protejat și ca arie specială de conservare în aprilie 2015.

## Biodiversitate
Situată în ecoregiunea boreală, aria protejată conține 1 habitat natural: Taiga vestică.
La baza desemnării sitului se află un număr nedeclarat de specii protejate.
Pe lângă speciile protejate, pe teritoriul sitului au mai fost identificate 1 specie de pești.